# Aspidistra carnosa
Aspidistra carnosa är en sparrisväxtart som beskrevs av Tillich. Aspidistra carnosa ingår i släktet Aspidistra och familjen sparrisväxter. Inga underarter finns listade i Catalogue of Life.